# Hindi des Fidji
Pour les articles homonymes, voir hif et Hindi (homonymie).
Le hindi des Fidji, également connu sous le nom de hindi fidjien ou hindoustani des Fidji, est une langue parlée aux Fidji par la plupart des citoyens fidjiens d'origine indienne. Il provient principalement de la langue awadhi avec une forte influence du bhodjpouri ; malgré son nom, sa relation avec l'hindoustani compris comme l'ensemble hindi-ourdou est plus distante. Il contient aussi des mots issus d'autres langues indiennes, ainsi que du fidjien et de l'anglais.